# Pterostylis setifera
Pterostylis setifera är en orkidéart som beskrevs av M.A.Clem., Matthias och David Lloyd Jones. Pterostylis setifera ingår i släktet Pterostylis och familjen orkidéer. Inga underarter finns listade i Catalogue of Life.